# Wolfgang Kaskeline
Wolfgang Kaskeline (* 23. September 1892 in Frankfurt am Main; † 13. März 1973 in Bonn) war ein deutscher Regisseur für Werbefilme, Filmproduzent und Professor an der Kunsthochschule Berlin-Weißensee.

## Leben
Der Sohn des aus Böhmen stammenden jüdischen Fabrikdirektors Viktor Kaskeline (1858–1931) war von August 1914 bis zu seiner Verwundung am 26. Oktober 1914 Kriegsfreiwilliger im Ersten Weltkrieg. Nach zweijährigem Lazarettaufenthalt legte er seine Zeichenlehrerprüfung ab und war seit 1917 in Berlin als Zeichenlehrer an der Oberrealschule tätig. 1918 heiratete er Minna, geborene Berg, die er als Krankenschwester im Lazarett kennengelernt und mit der er drei Kinder hatte. In zweiter Ehe war er ab 1952 mit der Zeichnerin und Regieassistentin Edith, geborene Jacobi, verheiratet.
Ursprünglich von der Malerei kommend, gelangte der filmbegeisterte Lehrer als Werbegrafiker schließlich zum Trickfilm. Wolfgang Kaskeline produzierte in seinem Haus in Berlin-Tempelhof ab den 1920er Jahren Trickfilme. Seit 1922 arbeitete er mit dem Kameramann Gerhard Huttula zusammen. Kaskeline kreierte unter anderem die Werbefilme mit dem Sarotti-Mohr. Sein erster Auftraggeber war die Firma Continental, mit deren zwei 1925 hergestellten Filmen der Durchbruch als Werbe-Zeichentrickfilmer gelang. Große Aufmerksamkeit erregte 1930 sein sechsminütiger, abstrakter Zeichentrickfilm „Feuerzauber“ für den Zigarettenhersteller Muratti.
Er schloss sein Unternehmen zunächst der Firma Mendelfilm, Albert Herrmanns Arminius-Film und 1927 der Ufa-Werbefilm an. 1928 stellte er für Meierei C. Bolle einen Werbefilm her, in dessen schwarzweiße Rahmenhandlung eine farbige Traumsequenz integriert war. Mit Beginn des Tonfilms Anfang der 1930er Jahre gehörte er zu den ersten Werbe-Tricktonfilmern Europas und galt als der „deutsche Disney“. Wegen eines fehlenden „Ariernachweises“ und anderer Auseinandersetzungen mit der Ufa arbeitete er 1937 bis 1943 für Epoche Film. 1943 wurde er Chef der neu gegründeten Deutsche Zeichenfilm GmbH. Sein unvollendeter Musikzeichentrickfilm „Walzermärchen“ ging 1945 kriegsbedingt verloren.
Im Wintersemester 1948/49 wurde er Leiter des Filmseminars der Hochschule für angewandte Kunst in Berlin-Weißensee und übernahm dort als Dozent das Lehrfach „Bühne und Film“.
Mit seiner 1926 gegründeten Kaskeline-Film produzierte er nach dem Krieg weiterhin Werbe- und Dokumentarfilme. Am 17. Februar 1950 wurde seine Firma „Kaskeline-Film Wolfgang Kaskeline“ beim Amtsgericht Charlottenburg in das Handelsregister eingetragen. Dort wurden in dreijähriger Lehrzeit auch Kameraleute, Schnittmeister und Trickfilmzeichner ausgebildet. Nach dem Krieg wurde die Firma nahe Bonn wiedergegründet. Seit 1962 wurde der Betrieb von seinen Söhnen Horst Kaskeline (1919–2013) und Heinz Kaskeline (1926–2011) weitergeführt, welchen er 1966 notariell übertragen wurde. 1987 gründeten Heinz und Ehefrau Jutta Kaskeline die nach ihm benannte Kaskeline-Filmakademie in Berlin, eine staatlich anerkannte, berufsbildende Einrichtung. 2011 veräußerte das Ehepaar die Filmakademie.
Wolfgang Kaskeline starb 1973 im Alter von 80 Jahren in Bonn.

## Filmografie
- 1928: Bolle
- 1934: Der blaue Punkt
- 1935: Zwei Farben
- 1935: Indianthren
- 1951: Asbach Uralt
- 1951: Wäsche geflügelt
- 1963: Die traurige Prinzessin